# Сандрін Тестю
Сандрін Тестю (фр. Sandrine Testud, нар. 3 квітня 1972, Ліон, Франція)  — колишня професійна французька тенісистка.

## Фінали

### Одиночний розряд (3 титули, 7 поразок)
| Титули за покриттям |
| Тверде (2)          |
| Ґрунт (1)           |
| Трава (0)           |
| Килим (0)           |

| Результат | Ранг | Дата            | Турнір                                                     | Покриття   | Опонент in final | Рахунок in final  |
| --------- | ---- | --------------- | ---------------------------------------------------------- | ---------- | ---------------- | ----------------- |
| Перемога  | 1.   | 14 липня 1997   | Internazionali Femminili di Tennis di Palermo, Італія      | Ґрунт      | Олена Макарова   | 7–5, 6–3          |
| Поразка   | 1.   | 18 серпня 1997  | Атланта, USA                                               | Тверде     | Ліндсі Девенпорт | 4–6, 1–6          |
| Поразка   | 2.   | 6 липня 1998    | ECM Prague Open, Чехія                                     | Ґрунт      | Яна Новотна      | 3–6, 0–6          |
| Перемога  | 2.   | 5 жовтня 1998   | Porsche Tennis Grand Prix, Німеччина                       | Тверде (i) | Ліндсі Девенпорт | 7–5, 6–3          |
| Поразка   | 3.   | 25 жовтня 1999  | Generali Ladies Linz, Австрія                              | Килим (i)  | Марі П'єрс       | 6–7(2–7), 1–6     |
| Поразка   | 4.   | 31 січня 2000   | Toray Pan Pacific Open, Японія                             | Килим (i)  | Мартіна Хінгіс   | 3–6, 5–7          |
| Поразка   | 5.   | 8 січня 2001    | Richard Luton Properties Canberra International, Австралія | Тверде     | Жустін Енен      | 2–6, 2–6          |
| Поразка   | 6.   | 12 лютого 2001  | Qatar Ladies Open, Катар                                   | Тверде     | Martina Hingis   | 3–6, 2–6          |
| Перемога  | 3.   | 10 вересня 2001 | Waikoloa Championships, Гаваї                              | Тверде     | Жустін Енен      | 6–3, 2–0, retired |
| Поразка   | 7.   | 18 лютого 2002  | Dubai Tennis Championships, Об'єднані Арабські Емірати     | Тверде     | Амелі Моресмо    | 4–6, 6–7(5–7)     |

## Фінали Туру WTA в парному розряді

### Перемоги (4)
| Титули за покриттям |
| Тверде (3)          |
| Ґрунт (0)           |
| Трава (0)           |
| Килим (1)           |

| Ранг | Дата           | Турнір                               | Покриття   | Партнер          | Опоненти in the final                         | Рахунок       |
| 1.   | 4 жовтня 1999  | Porsche Tennis Grand Prix, Німеччина | Тверде (i) | Чанда Рубін      | Лариса Савченко-Нейланд Аранча Санчес Вікаріо | 6–3, 6–4      |
| 2.   | 7 лютого 2000  | Open GDF Suez, Франція               | Килим (i)  | Жулі Алар-Декюжі | Емілі Луа Оса Свенссон                        | 3–6, 6–3, 6–4 |
| 3.   | 24 липня 2000  | Silicon Valley Classic, U.S.         | Тверде     | Чанда Рубін      | Кара Блек Емі Фрейзер                         | 6–4, 6–4      |
| 4.   | 12 лютого 2001 | Qatar Ladies Open, Катар             | Тверде     | Роберта Вінчі    | Крісті Богерт Міріам Ореманс                  | 7–5, 7–6(7–4) |

### Поразка (7)
| Ранг | Дата             | Турнір                                                 | Покриття   | Партнер         | Опоненти in the final             | Рахунок            |
| 1.   | 13 квітня 1992   | Pattaya City, Таїланд                                  | Тверде     | Паскаль Параді  | Ізабель Демонжо Наталія Медведєва | 1–6, 1–6           |
| 2.   | 31 липня 1995    | Southern California Open, U.S.                         | Тверде     | Alexia Dechaume | Джиджі Фернандес Наташа Звєрєва   | 2–6, 1–6           |
| 3.   | 26 жовтня 1998   | Tournoi de Québec, Канада                              | Тверде (i) | Чанда Рубін     | Лорі Макніл Кімберлі По           | 7–6(7–3), 5–7, 4–6 |
| 4.   | 30 серпня 1999   | Відкритий чемпіонат США з тенісу                       | Тверде     | Чанда Рубін     | Серена Вільямс Вінус Вільямс      | 6–4, 1–6, 4–6      |
| 5.   | 8 листопада 1999 | Advanta Championships Philadelphia, США                | Килим (i)  | Чанда Рубін     | Ліза Реймонд Ренне Стаббс         | 1–6, 6–7(2–7)      |
| 6.   | 15 жовтня 2001   | Zurich Open, Швейцарія                                 | Тверде (i) | Роберта Вінчі   | Ліндсі Девенпорт Ліза Реймонд     | 3–6, 6–1, 2–6      |
| 7.   | 18 лютого 2002   | Dubai Tennis Championships, Об'єднані Арабські Емірати | Тверде     | Роберта Вінчі   | Барбара Ріттнер Марія Венто-Кабчі | 3–6, 2–6           |

## Виступи в одиночних турнірах Великого шолома
| Турнір                                 | 1989  | 1990  | 1991  | 1992  | 1993  | 1994  | 1995  | 1996  | 1997  | 1998  | 1999  | 2000  | 2001  | 2002  | 2003  | 2004  | Career SR |
| -------------------------------------- | ----- | ----- | ----- | ----- | ----- | ----- | ----- | ----- | ----- | ----- | ----- | ----- | ----- | ----- | ----- | ----- | --------- |
| Відкритий чемпіонат Австралії з тенісу | A     | LQ    | A     | 2р    | 1р    | 2р    | 3р    | 1р    | 2р    | ЧФ    | 2р    | 2р    | 3р    | 1р    | A     | A     | 0 / 11    |
| Відкритий чемпіонат Франції з тенісу   | A     | 1р    | 1р    | 2р    | 1р    | 1р    | 2р    | 3р    | 3р    | 2р    | 2р    | 3р    | 2р    | 1р    | A     | 1р    | 0 / 14    |
| Вімблдонський турнір                   | A     | A     | A     | 1р    | 1р    | 1р    | 2р    | 2р    | 2р    | 2р    | 3р    | 1р    | 2р    | 2р    | A     | A     | 0 / 11    |
| Відкритий чемпіонат США з тенісу       | A     | A     | LQ    | 2р    | 1р    | 2р    | 3р    | 2р    | ЧФ    | 3р    | 2р    | 2р    | 2р    | A     | A     | A     | 0 / 10    |
| SR                                     | 0 / 0 | 0 / 1 | 0 / 1 | 0 / 4 | 0 / 4 | 0 / 4 | 0 / 4 | 0 / 4 | 0 / 4 | 0 / 4 | 0 / 4 | 0 / 4 | 0 / 4 | 0 / 3 | 0 / 0 | 0 / 1 | 0 / 46    |
| Рейтинг на кінець року                 | 265   | 167   | 118   | 106   | 98    | 81    | 41    | 41    | 13    | 14    | 13    | 17    | 11    | 38    | NR    | 311   |           |

## Результати особистих зустрічей
- Анке Губер 2-5
- Мартіна Хінгіс 0-16
- Ліндсі Девенпорт 2-12
- Сільвія Фаріна-Елія 2-5
- Курникова Анна Сергіївна 0-3